# Gwen Tennyson
Gwendolyn « Gwen » Tennyson est un personnage de la série Ben 10. Elle est la cousine de Ben Tennyson, alias Ben 10, le héros de la série. Pour cette raison, elle est présente dans presque tous les épisodes, et y joue parfois même un rôle aussi important que son cousin. Elle possède même ses propres adversaires, qui, bien qu'également combattus par Ben, lui sont davantage opposés qu'à lui : Hex et l'Enchanteresse, Darkstar (Michael Morningstar).

## Histoire

### Série Ben 10
Gwen est née à Belwood, deuxième enfant de sa famille. Peu de choses sont connues sur son passé, mais elle a apparemment une jeunesse heureuse. Elle se montre aussi plutôt avancée pour son âge et développe un tempérament plutôt intellectuel très tôt.
À l'âge de 10 ans, elle part en vacances d'été avec son grand-père Max, et, à sa grande déconvenue, son cousin Ben, avec qui elle ne s'entend pas. Mais, peu après leur départ, Ben, allant dans la forêt, se retrouve équipé par hasard de l'Omnitrix, un bracelet extraterrestre qui permet à son porteur de se transformer pour une durée limitée en extraterrestre. Cet objet étant convoité, Ben se retrouve rapidement avec des robots et aliens malveillants sur le dos. Gwen et Max l'aident par la suite durant toute la série, que ce soit en cherchant des informations sur les ennemis ou en l'aidant à se battre.
Au cours de la série, il est révélé peu à peu que Gwen a des dons étonnamment avancés pour la Magie. À la suite d'un affrontement contre le Maître Magicien Hex, elle découvrit qu'elle était capable d'user d'objets magiques avec habilité. Plus tard lors d'un nouvel affrontement contre Hex et sa nièce l'Enchanteresse, elle fut capable de lancer un éclair avec le Bâton d'Hex, ce qui, selon ce dernier, n'était normalement faisable que pour un magicien possédant un grand talent pour la magie.
Plus tard, dans Un changement de tête, elle obtient le livre de magie de l'Enchanteresse, dont elle se sert à certaines occasions pour apporter une aide à Ben, avec des résultats souvent efficaces, quoique parfois hasardeux. Elle ne peut en revanche pas faire usage de ses formules à travers une combinaison.
À la fin de la série, lorsque les vacances finissent, Gwen regagne sa famille, quittant Ben et Max. Cependant, elle revient temporairement lorsque Vilgax attaque Belwood pour aider Ben à la bataille. Peu après, sa famille décide de déménager à Belwood, et elle est vue pour la dernière fois à l'école de Ben, où elle étudie désormais.

#### Ben 10: Course contre la Montre
Gwen apparaît dans le téléfilm Ben 10 : Course contre la montre, où elle est interprétée par Haley Ramm (déjà vue dans X-Men : L'Affrontement final). Elle est présentée ici de manière plutôt fidèle à la première série, dans laquelle le film se déroule.

#### Gwen 10
Dans un épisode hors-continuité de la série, Gwen 10, Ben remonte le temps par un moyen inconnu jusqu'au jour où il avait obtenu l'Omnitrix. Cependant, en raison d'un changement inconnu, c'est Gwen qui se retrouve alors avec l'appareil fixé sur le poignet, à la grande déconvenue de Ben. Gwen s'avère alors étonnamment plus habile que Ben à user des pouvoirs de l'Omnitrix, maîtrisant sans problèmes la pyrokinésie d'Inferno, que Ben avait mis des semaines à bien utiliser. Ironiquement, elle s'avère également tout aussi imprudente que Ben, sinon plus, utilisant l'Omnitrix pour s'amuser malgré les avertissements de son cousin. Pour le comble, Vilgax, qui, dans cette alternation de la réalité, est indemne, capture finalement Gwen et tente de lui sectionner le bras pour reprendre l'Omnitrix. Gwen est sauvée, mais l'Omnitrix se détache d'elle et se fixe à la place sur le poignet de Max, qui l'utilise pour vaincre Vilgax.
Cet épisode n'est semble-t-il pas inclus dans la série, puisque cette dernière s'est ensuite poursuivie de la manière habituelle, Ben ayant toujours l'Omnitrix et Vilgax étant toujours vivant jusqu'à Au revoir et Bon débarras. Il se peut aussi que Ben ait trouvé le moyen de rétablir les choses telles qu'elles étaient avant en dehors des épisodes, où que le temps se soit rétablit tel qu'il était de lui-même.

#### Mademoiselle Chance
À deux reprises, Gwen a utilisé des artefacts magiques issus d'une autre dimension, les « Charmes de Bezel » pour elle-même prendre une identité de super-héroïne, sur l'identité de « Mademoiselle Chance » (« Lucky girl »), dont la tenue n'était pas sans ressembler à celle d'Hellcat, une héroïne de Marvel Comics.
La première fois, ses pouvoirs lui venaient du Charme de Bezel de la « Chance », un talisman qui lui permettait de contrôler les lois de la probabilité afin de faire en sorte que la moindre de ses actions engendrerait une chaîne d'action qui apporterait un évènement souhaité, mais hélas très souvent en blessant Ben (épisode Une fille chanceuse). Ben supportait mal ce fait, estimant qu'elle lui prenait sa place. Le Charme de la Chance lui fut ensuite repris par Hex, le détenteur originel du bracelet, et elle fut par la suite forcée de le détruire.
Elle reprit plus tard cette identité après avoir obtenu un nouvel artefact porté en bracelet, la Clé de Bezel. Cette fois, la Clé décuplait toutes ses facultés à un niveau surhumain (force, vitesse, réflexes…) plutôt que sa chance. Ironiquement, Ben était ravi cette fois-ci de la voir reprendre cette identité, voyant cette aide bienvenue. L'Enchanteresse parvint cependant à lui prendre la Clé en la dupant, et Ben, en tant que Végétal, fut peu après forcé d'endommager la Clé de Bezel, la privant de ses pouvoirs (épisode Un coup de Chance).

#### Futur possible
Dans l'épisode Retour dans le futur, Ben et Gwen sont emmenés dans un futur possible se déroulant vingt ans après leur époque, en l'an 3000, et y rencontrent leurs versions adultes. Gwen est alors devenue une enchanteresse talentueuse et une expert en arts martiaux, ce qui fait d'elle une super-héroïne à part entière. Elle a également apparemment réussi à trouver dans une autre dimension de nouveaux Charmes de Brezel, qui font désormais partie intégrante de son costume (ils sont visibles sur son bras droit). C'est elle qui capture et emmène sa version enfant dans le futur, attirant ainsi Ben enfant par la même occasion. Elle fait également une brève apparition sous forme astrale dans Ken 10, où elle offre à Ken un animal de compagnie pour son anniversaire. Cet animal s'avèrera avoir des propriétés de régénération, qui lui permettront de survivre après que Kevin 11000 l'ait écrasé.
Toutefois, ce futur n'est que possible, et pourrait être modifié, ce qui semble avoir été le cas étant donné les évènements de Ben 10 : Alien Force.

### Ben 10: Alien Force
Comme on aurait pu s'y attendre, Gwen figure toujours parmi les personnages principaux dans la série-suite Ben 10 : Alien Force. Désormais âgée de quinze ans, elle s'est laissé pousser les cheveux jusqu'au dos, et porte désormais une tenue plus adulte, avec un pull bleu, une chemise blanche, une jupe noire et des collant. Elle suit des cours d'arts martiaux, et a atteint la ceinture noire. Elle a aussi perfectionné ses pouvoirs magiques, faisant d'elle un personnage pratiquement aussi compétent que Ben. 
Gwen réapparaît dès le premier épisode, où Ben lui annonce la disparition de Max, et lui demande conseil pour savoir s'il doit remettre l'Omnitrix. Bien qu'elle tende plutôt à désapprouver cette suggestion, lui rappelant qu'il risquerait de le regretter, puisque cela revient à abandonner une vie normale, Ben décide finalement de reporter l'appareil afin de retrouver Max. Elle reste avec lui, et tous deux sont plus tard rejoints par Kévin.
Au cours de l'histoire, Kévin estime que les capacités de Gwen sont dues à du sang extra-terrestre, ce qu'elle nie, affirmant qu'il s'agit de magie. Cependant, il est révélé dans l'épisode 8 que Kévin avait raison, lorsque les héros rencontrent Verdona, grand-mère paternelle de Ben et Gwen. Cette dernière se révèle être une Adonite, extra-terrestre d'énergie capable de contrôler une énergie naturelle appelée mana : les pouvoirs de Gwen proviennent d'elle. Verdona est ravie de rencontrer Gwen, et tente de la convaincre de venir sur son monde natal pendant 70 ans afin d'apprendre à maîtriser ses pouvoirs. Après plusieurs péripéties, Gwen refuse, préférant rester avec ses amis, et Verdona part, non sans avoir promis de revenir si jamais Gwen avait besoin d'elle.
À la suite des évènements de l'épisode 14, elle a été nommée membre honoraire des Plombiers, tout comme Ben et Kevin, afin de lutter légalement contre les DNAliens. En conséquence, elle possède, comme Kevin, un badge de Plombier, contrairement à Ben qui pour sa part possède déjà l'Omnitrix.
Lors d'une brève aventure dans la saison 2, une créature extra-terrestre enfant s'est avérée capable de voir Gwen comme une Adonite, avec une apparence similaire à Verdona, en plus petite. Pour une raison mal connue, cette créature l'avait en affection.
Lors du final de la saison 2, Gwen se transforme temporairement en Adonite sous l'effet de la colère, lorsqu'un Commandant Suprême menace de tuer Kevin. Elle bat facilement l'agresseur, mais se fait presque submerger par ses pouvoirs, tentée de les utiliser pour mettre fin à la guerre à elle seule. Kevin parvient cependant à la convaincre de reprendre forme humaine et d'attendre d'être prête.
Après que Ben ait sauvé la Terre des Commandants Suprêmes en résolvant les problèmes de ces derniers, Gwen continue de travailler en équipe avec Kévin et lui. Dans La Vengeance de Vilgax, à la suite d'une tentative amorcée de pirater l'Omnitrix, Kévin se prend une décharge d'énergie de l'Omnitrix, qui le fait muter une seconde fois, faisant de lui une créature au corps composé de différents matériaux. Cet incident rend Kévin dépressif et cause un certain assombrissement dans sa relation avec Gwen, qui se met à consulter plus fréquemment ses livres de magie pour trouver un moyen de le guérir. 
Durant cette période, l'Enchanteresse ressurgit, et entreprend de manipuler Kévin, d'abord pour le voler à Gwen en guise de vengeance. Puis, lorsqu'elle apprend de Kévin que Gwen, par son sang Adonite, est en grande partie faite de magie, elle tend un piège à sa rivale, et parvient à drainer sa mana. Cependant, Kévin, à son tour, manipule l'Enchanteresse de manière à l'amener à Gwen, qui réussit à lui reprendre ses pouvoirs.
Après plusieurs tentatives amorcées de soigner Kévin, Gwen vole le grimoire d'Archamada à Hex, et, malgré les avertissements de Paradox, utilise l'un des sorts s'y trouvant pour reculer dans le temps et empêcher Ben et Kévin de pirater l'Omnitrix. Bien qu'elle y parvienne, ses actes causent un changement temporel, qui permet à Hex et l'Enchanteresse de conquérir le monde, réduire Kévin à l'état d'esclave, tuer Gwen et emprisonner Ben. Après un affrontement avec ses deux ennemis, la Gwen du présent d'origine réussit à rétablir la ligne du temps originelle.

## Personnalité
Bien que, comme Ben, Gwen n'ait que 10 ans (tous deux partagent le même anniversaire), elle se montre sérieusement plus mûre, plus intellectuelle et plus réfléchie que lui, et son rôle est souvent de contrebalancer la tendance gamine de Ben pour le guider et le remettre dans le droit chemin (ou du moins essayer) s'il use trop de son pouvoir pour faire des bêtises. Cependant, elle est irascible et impatiente, poussant parfois les choses un peu loin, puisqu'elle a tendance à croire que Ben est toujours trop téméraire, ce qui n'est pas toujours vrai, mais pas nécessairement faux non plus…
De plus, on ne peut pas non plus dire que Gwen est une jeune fille irréprochable : elle a tout aussi peu de volonté que Ben pour faire les corvées (voir Le Secret de la Momie), et se montre parfois tout aussi aventureuse que lui. Elle reste néanmoins généralement la plus sage des deux. Elle cherche toujours à anticiper, planifier les conséquences des actes de son cousin pour éviter des problèmes. Elle a parfois tendance à humilier son cousin (comme dans ''la Traque'' elle lui verse tous sa crème solaire sur sa tête ou dans ''Les Douze coups de Minuit'' elle empêche Ben de dormir par des moyens plutôt mesquin et douloureux, à la fin elle renverse un seau de glace sur sa tête).
Gwen se dispute perpétuellement avec Ben, et échange avec lui nombres de sarcasmes, bagarres et reproches, notamment sur l'immaturité de son cousin et ce qu'elle semble prendre pour un manque d'intelligence. Cependant, même si elle ne lui montre aucun respect et le critique sans hésiter, en réalité, elle éprouve au fond une forte affection pour lui en tant que cousin, ce qui est d'ailleurs très réciproque : on ne compte même plus le nombre de fois où ils se sont sauvés la vie l'un à l'autre. Très souvent, elle a le dernier mot dans leurs disputes continuelles, mais cela n'empêche pas Ben de rester le même, et de toujours se montrer aussi gamin…
Dans Ben 10: Alien force, Gwen est aussi devenue moins irascible et plus compréhensive vis-à-vis des autres. Ainsi, Ben étant de son côté devenu plus mûr, elle ne se dispute plus perpétuellement avec lui : ils ne se provoquent plus réciproquement, et Ben réagit plus calmement à ses remarques. Plus encore, elle prend souvent sa défense lorsqu'elle se voit adresser des reproches ou des taquineries qu'elle était jadis la première à lui adresser : ainsi, dans Panique à la Fête Foraine, elle tente de faire taire Kevin lorsque ce dernier nargue Ben sur ses sentiments pour Julie.

## Pouvoirs et capacités
Si, contrairement à son cousin, Gwen ne possède aucun super-pouvoir apparent (du moins jusqu'à l'épisode Un Changement de Têtes, où elle acquiert des pouvoirs grâce à un livre magique), elle a en revanche de nombreuses qualités pour compenser: c'est une gymnaste accomplie, doté d'un talent inné pour l'utilisation d'objets électroniques complexes (cf. épisode What if? Gwen 10) et de quelques talents en arts martiaux (cf. épisode Hanté par un Spectre).
Si Gwen possède déjà des talents au début de la saga, ses pouvoirs ne sont révélés qu'à partir de la troisième saison de Ben 10, et ne prennent un rôle réellement capital que dans Ben 10 : Alien Force. De plus, leur fonctionnement change de façon considérable entre les deux séries.
Dans Ben 10, elle utilise les formules du livre de magie volé à l'Enchanteresse pour lancer divers enchantements, comme faire pousser des plantes, provoquer des tornades ou lancer des pierres sur ses ennemis. Ses sorts nécessitent des formules, elle doit donc être en mesure de parler pour les lancer. À l'instar de Ben, elle ne maîtrise pas parfaitement ses pouvoirs, et il lui arrive de se tromper d'incantation, même si cela se raréfie au fur et à mesure de la série. Dans les derniers épisodes, elle semble avoir une bonne maîtrise de la magie, produisant des attaques d'énergie et de la lumière sans mal.
La série Ben 10 : Alien Force apporte de considérables changements : désormais, Gwen n'a plus besoin d'incantations (sauf pour les sorts les plus puissants), et se sert essentiellement de ses pouvoirs pour projeter et manipuler une énergie appelée mana. Cette énergie se manifeste sous la forme d'une sorte d'aura rose violette (qui n'est pas sans rappeler celles de Raven dans Teen Titans ou des Green Lantern), dont elle peut se servir pour créer des boucliers, des tentacules d'énergie pour attraper les ennemis, des plates-formes pour se placer en hauteur ou de puissantes attaques de tir sous la forme de projectiles d'énergies circulaires. Ces structures apportent une protection redoutable, résistant aux explosions et à la chaleur, mais une série répétée de tirs ou de coups assez forts peut les briser.
Elle a aussi démontré d'autres dons plus particuliers. À plusieurs reprises dans la série, elle a utilisé ses facultés pour pister et localiser une personne en se servant d'un objet lui appartenant, utilisant l'aura de cette personne. Cette capacité ne fonctionne cependant que sur les êtres organiques : elle a été incapable de détecter Ship lorsqu'il a été enlevé par la Confrérie des Chevaliers, et a été gêné pour repérer Albedo dans une usine où il y avait trop de machines et pas assez d'objets mouvants.
Ses autres capacités incluent : Une sorte de télékinésie, de la télépathie limitée, une vision thermique pouvant servir d'attaque de tir optique, un don de clairvoyance et la faculté de créer des portails interdimensionnels de façon temporaire, y compris pour se rendre dans le Néant Absolu.